# 설악산의 지질

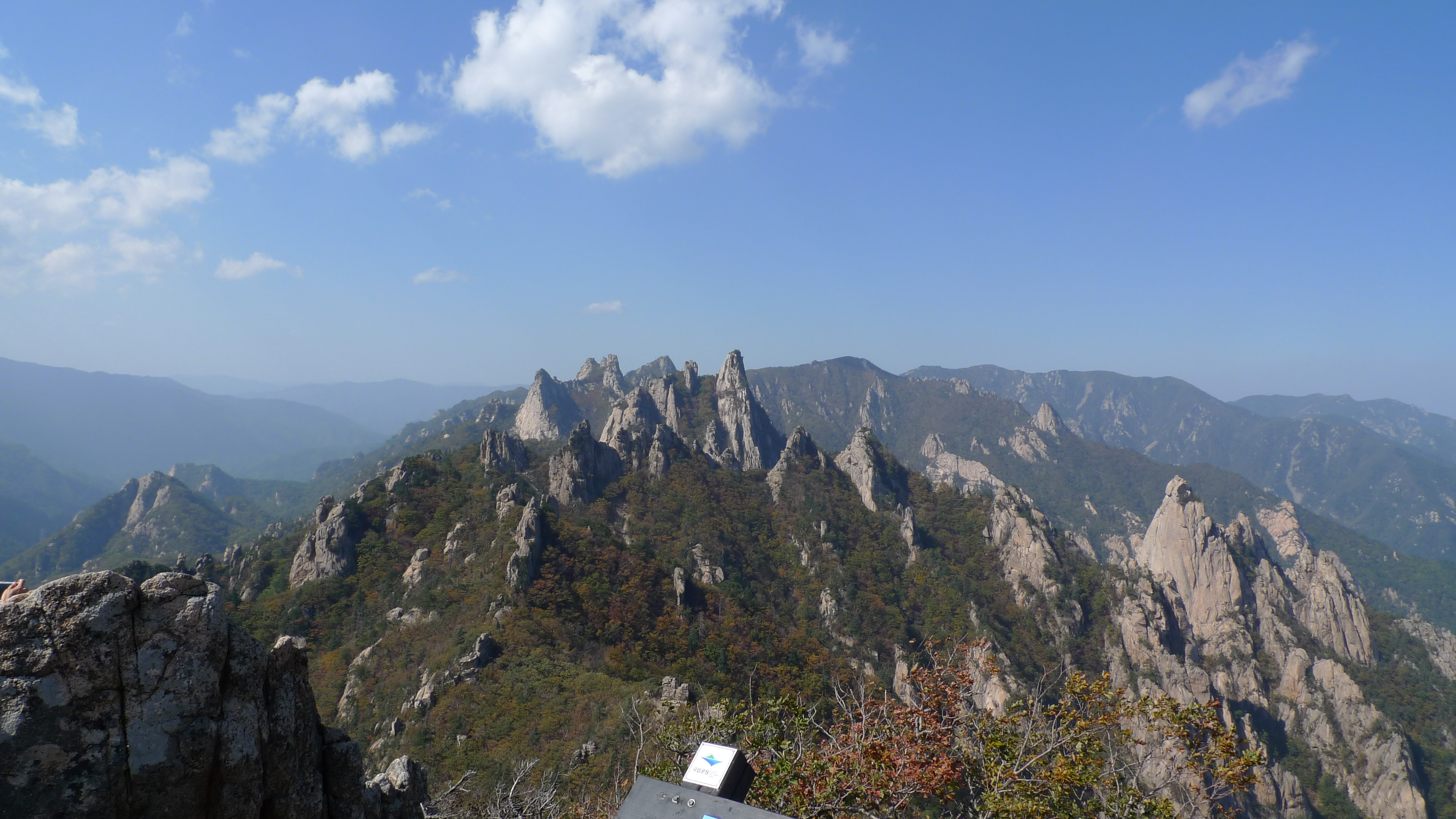
설악산 공룡능선

본 문서에서는 강원특별자치도 설악산의 지질, 설악산국립공원 지역 내 암석과 지질유산, 단층에 대해 설명한다. 

## 개요
설악산은 경기 지괴/경기 육괴 동부에 위치해 있어, 설악산 외곽 지역은 선캄브리아기 편마암으로, 설악산 중심부는 중생대 쥐라기 및 백악기의 화강암으로 구성된다. 설악산은 전형적인 한국의 화강암 산으로 설악산 공룡능선, 울산바위와 같은 험준한 화강암 봉우리 지형을 형성한다. 백담계곡 지역에는 중생대 백악기의 퇴적암 지층 백담층군이 소규모로 분포한다. 금왕 단층은 설악산 남부에서 그 연장이 종료되며 더 이상 연장되지 않는다. 설악산에는 한계령 단층, 가야동 단층, 미시령 단층 등 다수의 단층이 지나간다. 1:5만 지질도폭  상으로, 
- 창암점 지질도폭(2010) 남동부 (신선봉, 미시령, 황철봉, 울산바위)[2]
- 설악산 지질도폭(2010) 전역 (안산, 십이선녀탕, 세존봉, 나한봉, 대청봉, 한계령, 오색약수, 점봉산, 곰배령)[3]
- 속초·양양 지질도폭(2011) 서부[4]

에 해당한다.

## 선캄브리아기

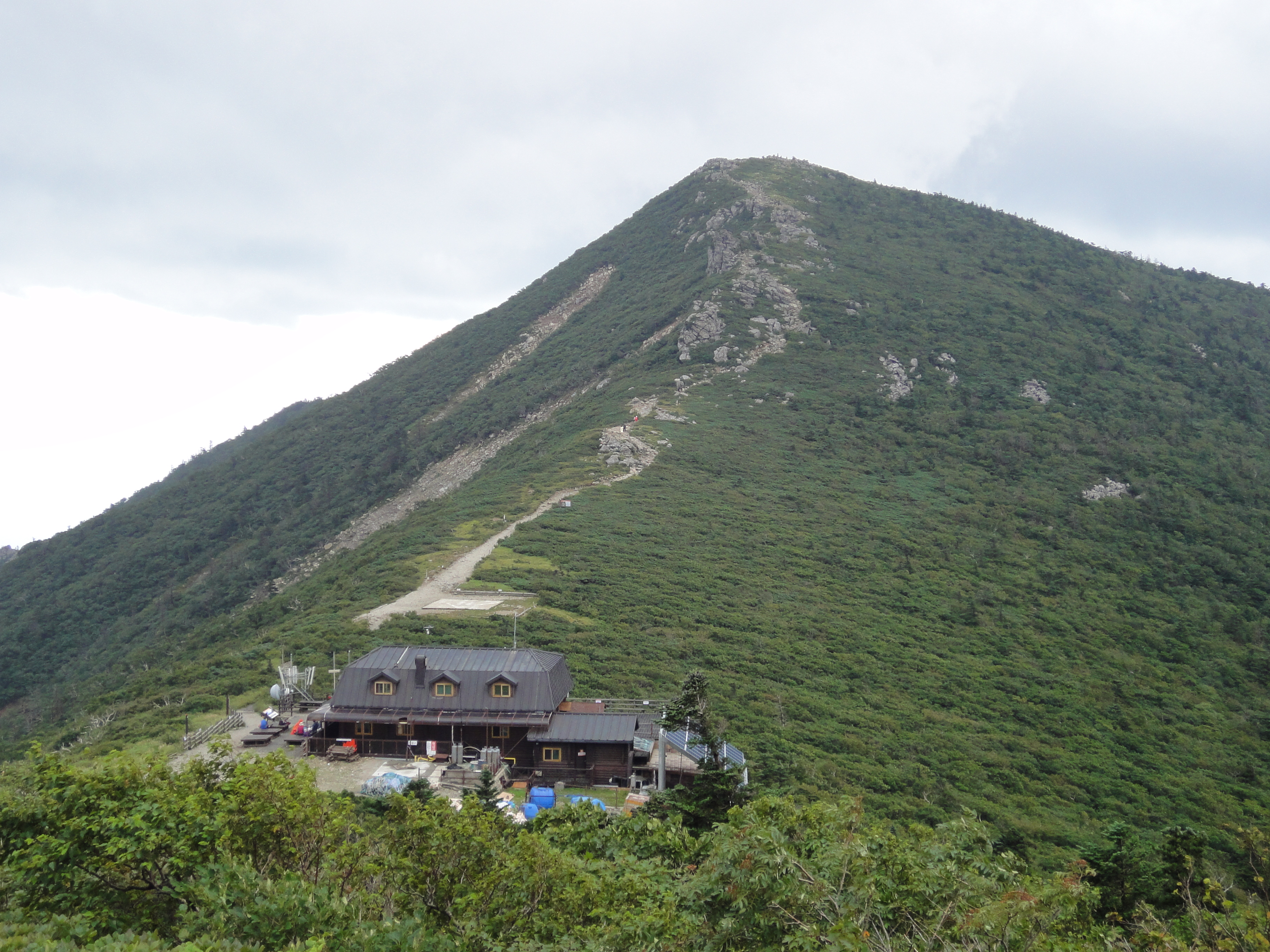
대청봉의 대청봉 화강암

### 경기변성암복합체 흑운모 편마암
경기변성암복합체 흑운모 편마암은 경기 육괴의 기반암으로 김옥준(1973)의 시흥층군에 속하며 설악산 북부 미시령 서측 미시령계곡~북면 용대리 영시암 부근과, 설악산 동부 속초시 도문동 주봉산(337 m)~양양군 지역에 대략 남-북 방향으로 넓게 분포하며 중청봉~소청봉 및 인제군 인제읍 귀둔리의 금왕 단층과 필례 단층 사이에 소규모로 분포한다. 대체로 호상 구조를 보이는 흑운모 편마암으로 구성되며 일부 지역에서 안구상 편마암, 규암, 각섬암 등이 협재된다. SHRIMP 저어콘 U-Pb 연대측정 결과 원암은 2096±11~1867±14 Ma (고원생대 라이악스기~오로세이라기)에 퇴적되었고 1870 Ma (고원생대 오로세이라기) 및 236±12 Ma (트라이아스기)에 광역변성작용을 겪은 것으로 보고되었다.

### 대청봉 화강암
대청봉 화강암(Dacheongbong Peak Granite)은 대청봉을 중심으로 화채능선과 화채봉(1328 m), 관모봉(877 m), 양양군 서면 오색리 설악폭포와 백암골 지역에 분포하는 선캄브리아기 화강암이다. 흑운모 편마암을 관입하며 양양군 서면 지역에서 실시한 SHRIMP 저어콘 U-Pb 연대측정 결과는 1839.4±9.2 Ma, 1834.4±5.8 Ma, 1855±10 Ma (고원생대 오로세이라기)이다.

### 곰배령 화강암
곰배령 화강암은 곰배령 남동부에 분포하는 화강암으로 흑운모 편마암과 대청봉 화강암을 관입한다. 엽리가 발달하며 연대측정 결과는 1839±10 Ma (고원생대 오로세이라기)이다.

## 쥐라기대보 화강암

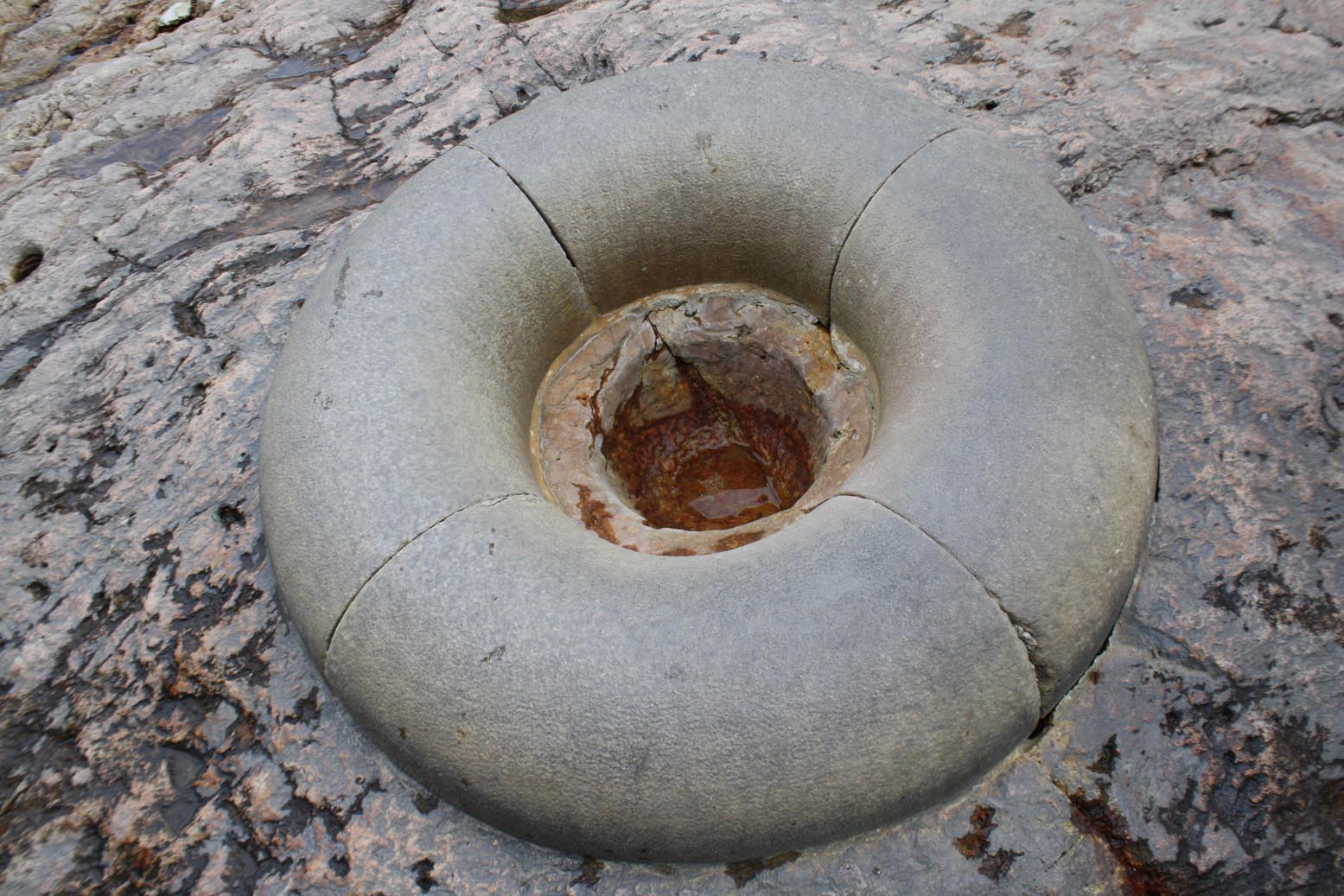
양양 오색리 오색약수와 오색 화강암

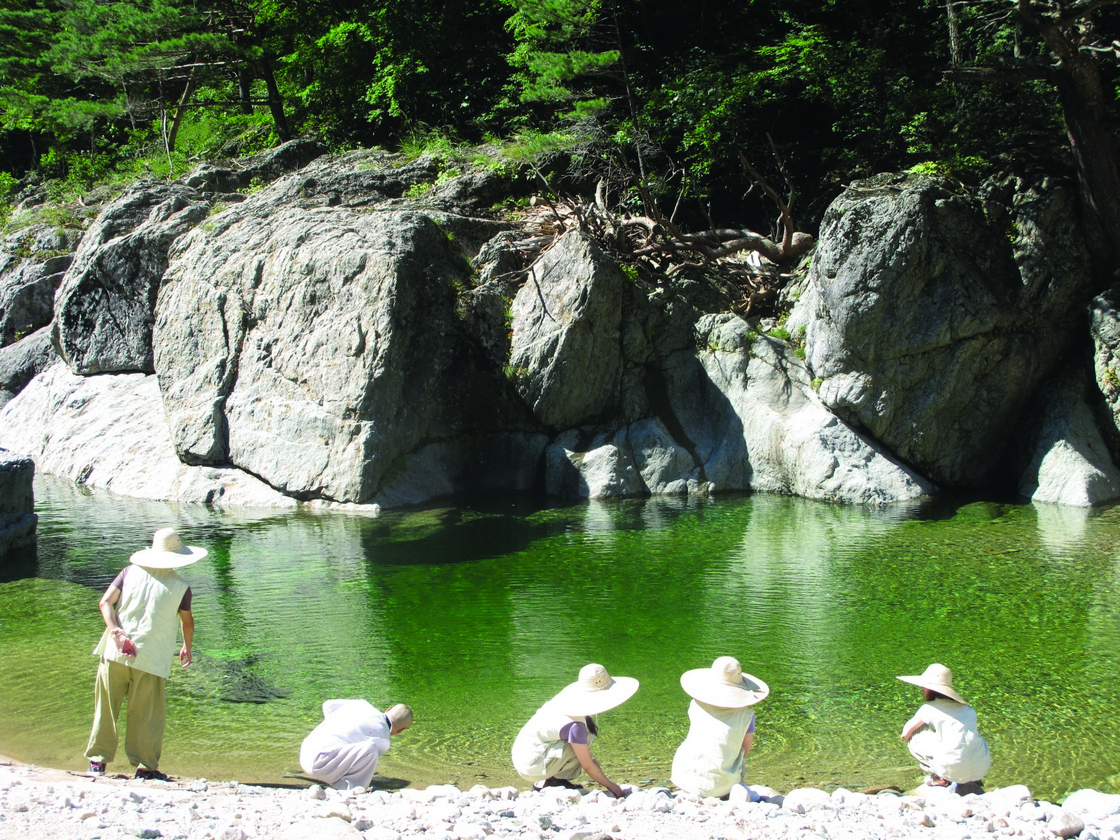
백담사 계곡 앞 가리봉 화강암

중생대 쥐라기에 관입한 대보 화강암은 설악산 내에서 오색 화강암, 가리봉 화강암, 인제 화강암 등으로 구분된다.

### 오색 화강암
오색 화강암(五色 花崗巖, Osaek Granite)은 양양군 서면 오색리와 인제군 인제읍 귀둔리 북동부 지역에 분포하는 쥐라기 화강암으로 광물조합에 따라 함석류석 흑운모 및 복운모 화강암으로 구분된다. 한계령 단층에 의해 절단된다.

### 가리봉 화강암
가리봉 화강암(加里峯 花崗巖, Garibong peak Granite)은 인제군 북면 한계리 가리봉(1518 m)을 표식지로 하여 인제군 인제읍 가리산리~한계령 서측, 십이선녀탕 계곡(일부만), 백담계곡(백담사 일대) 지역에 분포하는 쥐라기 화강암이다. U-Pb 연대측정에 의한 절대연령은 179.6±1.9 Ma (쥐라기 전기 토아르시안)이다.

### 인제 화강암
인제 화강암(麟蹄 花崗巖, Inje Granite)은 인제군 북면 한계리 남서부와 인제읍 덕적리, 하추리 지역에 분포하는 화강암으로 가리봉 화강암을 관입하였다. 주요 구성 광물은 흑운모, 사장석, 알칼리장석, 석영이며 석류석, 모나자이트,저어콘이 포함된다.

## 백악기불국사 화강암

### 설악산 화강암
설악산 화강암은 서북주릉 남측, 주전골, 설악산 수렴동·구곡담 계곡 일원, 공룡능선, 용아장성, 설악산 비선대와 천불동계곡 일원, 비룡폭포, 설악산 토왕성폭포 등 설악산에서 가장 험준하고 수려한 경관을 형성하는 화강암이다. 외관상 담홍색을 띠고 절리를 따라 수직 암벽이 발달한다. 설악산 화강암의 토양 속에는 황사의 퇴적물이 포함되어 있다.
설악산 화강암
- 공룡능선
- 용아장성
- 설악산 비선대와 천불동계곡 일원 비선대
- 천불동계곡 천당폭포의 모습
- 비룡폭포
- 비룡폭포
- 설악산 토왕성폭포
- 신흥사에서 권금성 방향
- 주전골 (이하 동일)
- 주전골 폭포
- 한계령 휴게소 얼굴바위

### 귀때기청화강암
귀때기청화강암은 귀때기청봉 일대에 북서-남동 방향으로 소규모 분포하는 화강암으로 가리봉 화강암과 설악산 화강암을 관입한다. 이 화강암의 분포지는 특징적으로 애추가 많이 발달한다. 귀때기청화강암은 지질도에 별도로 구분되어 있으나 약간의 입도 차이만 있고 광물 및 화학 조성은 설악산 화강암과 구분되지 않는다.

### 속초 화강암

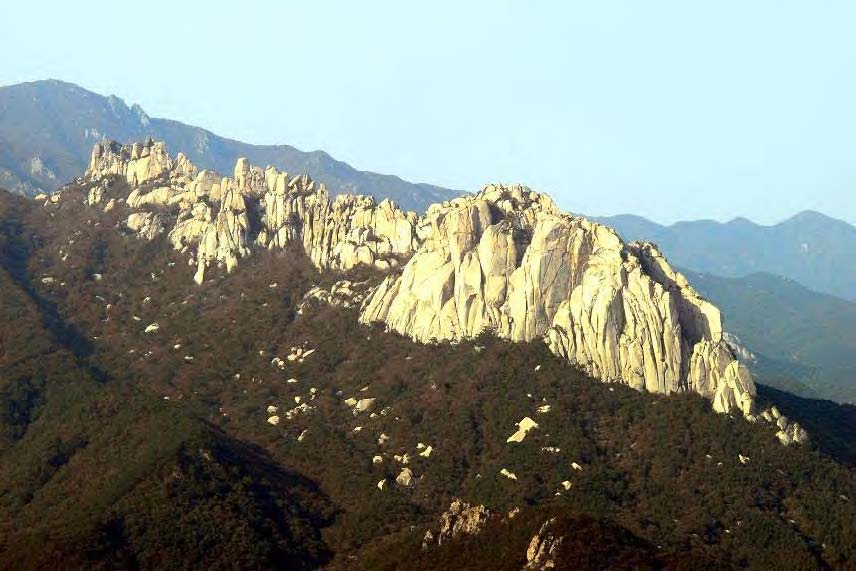
속초 화강암으로 구성된 설악산 울산바위

속초 화강암(Sokcho Granite)은 속초시 북부와 고성군 해안 지역에 넓게 분포하는 화강암으로 설악산 울산바위를 형성한다. 속초 화강암은 조립질 흑운모 화강암으로 유백색 내지 회색을 띠며 창암점 지질도폭(2010)에서 실시한 SHRIMP 저어콘 U-Pb 연대측정 결과는 86.1±1.3~88.3±1.46 Ma (백악기 후기 코냑절)이고 설악산 북쪽 끝 지역인 고성군 토성면 성대리(북위 38° 15′ 35.0″ 동경 128° 30′ 43.4″ / 북위 38.259722°  동경 128.512056° )에서  실시한 SHRIMP 저어콘 U-Pb 연대측정 결과는 90±1 Ma (백악기 후기 투랜절)다. 설악산 울산바위에서 200~300 m 높이의 절벽을 형성한 것은 대규모의 화강암 전단절리가 고각도로 형성되었기 때문이다.

### 석영장석반암
석영장석반암은 설악산 북부 신선봉에서 미시령을 지나 황철봉과 신흥사 지역까지 분포한다. 험준한 능선을 형성하며 절리와 애추가 발달한다.

### 화강섬록반암
화강섬록반암은 황철봉 동부 속초시 설악동 지역에서 북서-남동 방향 암맥으로 속초 화강암을 관입한다. 청록색 내지 녹회색을 띠며 석영장석반암과 함께 애추 지형을 형성한다. 저어콘 연대측정 결과는 88.3±1.0 Ma (백악기 후기 코냑절)이다.

### 기타암맥
산성 및 염기성 암맥은 설악산 곳곳에 분포하며 석영반암, 규장암, 유문암 등이 있다. 산성암맥의 SHRIMP 저어콘 U-Pb 연대는 88.6±1.5 Ma (백악기 후기 코냑절)이다.

## 백악기백담 분지 백담층군
안산 북동측~작은감투봉~영시암 및 미시령 지역에는 중생대 백악기의 퇴적암으로 구성된 작은 육성 퇴적 분지가 발달하여, 설악산 지질도폭(2010)에서 처음으로 백담 분지(百潭)로. 퇴적암을 백담층군(Baekdam Group)으로 명명하였다. 백담층군은 밑에서부터 대승령층, 작은감투봉층, 세존봉 응회암 3개 지층으로 구성된다. 백담 분지는 남측에서 편마암과 가리봉 화강암을 기반암으로 하며 북측은 흑선동 스러스트 단층에 의해 가리봉 화강암이 백담층군 위로 충상되어 있고 동측은 백악기 설악산 화강암에 관입당했다.

### 대승령층
대승령층은 백담층군의 최하부 지층으로 기반암을 부정합으로 덮는다. 주로 녹회색/암회색 셰일, 사암, 이회암, 괴상 이암으로 구성되며 최하부에 기저 역암이 있고 상하부에 응회암과 응회질사암이 협재된다. 대승령 부근에서는 설악산 화강암에 의해 1 km 범위에 걸쳐 혼펠스화되어 있다. 습곡, 단층 등 변형 구조(SSDS)가 나타나며 두께는 흑선동에서 1200 m, 분지 동쪽에서 60 m 이다. 정창희 외(1984)는 대승령층의 암회색 셰일에서 식물 화석 Equisetites sp.을 발견하여 대승령층을 경상 누층군의 하부에 대비하였으며 설악산 지질도폭(2010)에서는 응회암의 존재로 대승령층을 경상 누층군 하양층군에 대비하였다.

### 작은감투봉층
작은감투봉층은 작은감투봉 북측에서 삼각형 모양으로 분포하며 주로 역암으로 구성된다. 자갈은 수~15 센티미터, 최대 1 m 크기에 편마암, 가리봉 화강암, 규암 종류이다.

### 세존봉 응회암
세존봉 응회암은 세존봉(1185 m)에서 동측으로 설악동 계곡에 발달하는 응회암으로 백악기 설악산 화강암과 화강섬록반암에 관입당했다. SHRIMP 저어콘 U-Pb 연대는 88.8±0.7 Ma (백악기 후기 코냑절)이다.

### 미시령 병반
미시령 지역에서는 백담층군 퇴적암이 13개소에 흩어져 단속적으로 출현하고 분포 면적이 소규모이나 분포 고도는 남-북 간에 850 m 정도 차이가 난다. 따라서 창암점 지질도폭(2010)에서는 퇴적암 상하부에 버섯 모양의 병반(餠盤, laccolith)이 최소한 3개 있었던 것으로 추정하고 이를 미시령 병반으로 명명하였다. 이 병반은 침식과 간성 단층의 좌수향 운동으로 인해 상하부를 볼 수 없고 퇴적암도 대부분 침식되어 날아가 원래의 병반 형태는 볼 수 없다.

## 단층

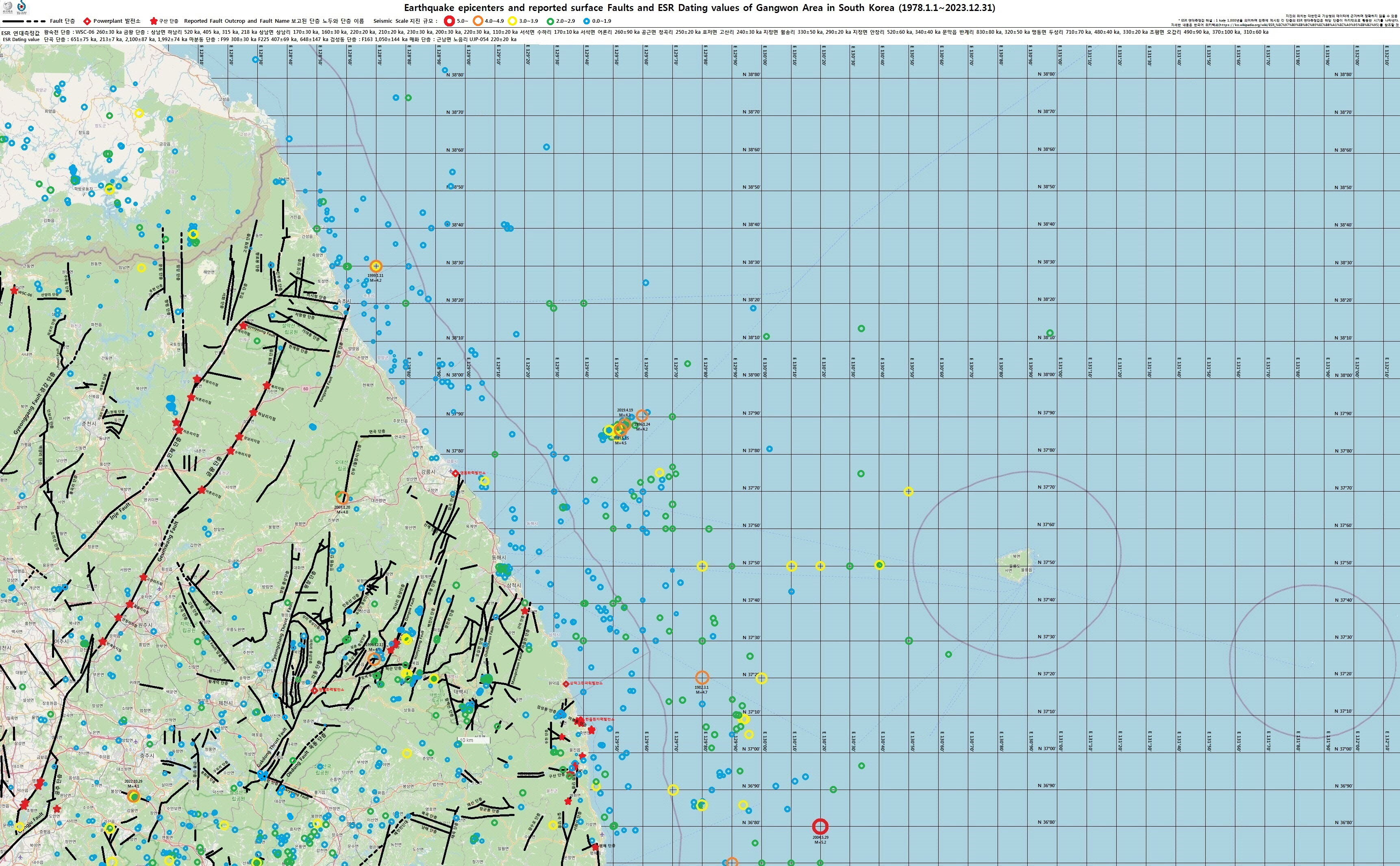
강원도와 동해안 지역의 지진(1978-2023)과 단층 분포도

설악산 일대에는 상당수의 단층이 분포하며, 연장 170km의 대규모 단층인 금왕 단층과 그 주변의 필례 단층 및 단목령 단층, 기존의 연성전단대를 따라 형성된 인제 단층, 백담층군이 분포하는 백담 분지와 연관된 흑선동 트러스트 단층, 그리고 최후에 형성된 한계령 단층 및 가야동 단층 등이 존재한다. 이 단층들은 모두 백악기 변형 작용의 결과로 해석된다.

### 가야동 단층
가야동 단층은 한계령 단층 북쪽, 백담사 부근에서 오세암, 가야동, 희운각산장 등을 지나 양양군 서부로 이어진다. 변위량은 백담층군 하부의 부정합면을 기준으로 하여 350 m 이다.

### 간성 단층
간성 단층은 미시령에서 고성군 간성읍까지 20 km 연장되는 남-북 주향의 주향 이동 단층이다. 금왕 단층은 한계령 지역에서 서북서-동남동 주향의 단층에 의해 절단되어 첨멸하나 창암점 지질도폭(2010)에서는 간성 단층을 옥천 습곡대 북서측을 경계 짓는 분절 단층으로 보았다. 간성 단층은 동해안에서 첨멸하는 것으로 추정된다.

### 금왕 단층
금왕 단층은 한반도 음성 분지에서 시작해 설악산 남부까지 연장되는 연장 170 km의 대규모 주향 이동 단층이다. 설악산 지질도폭에서는 금왕 단층을 고원생대 편마암과 쥐라기 화강암의 경계를 형성하는 수직의 좌수향 주향 이동 단층으로 보고하였다. 이 단층은 설악산 화강암체 내부로 이어지나 그 북부 연장은 확실하지 않아 이곳에서 종료되는 것으로 보았다. 그러나 창암점 지질도폭(2010)에서는 간성 단층을 금왕 단층의 연장으로 해석하였다. 오색 화강암과 설악산 화강암과의 경계를 기준으로 산정된 이 단층의 수평 변위량은 250 m 정도이나, 흑운모 화강암과 편마암과의 경계를 기준으로는 최소 2.5 km 이상으로 추정된다. 쥐라기 화강암에서의 변위량이 백악기 설악산 화강암보다 더 크게 나타나는 것은 설악산 화강암의 관입 이전에 이미 단층 운동이 시작되었음을 지시한다.

### 인제 단층
인제 단층은 경기 지괴에 발달하는 대규모 단층으로 고성군 죽왕면 가진리에서 양평군까지 이어지고, 설악산의 서부인 인제군 북면을 지난다. 그러나 창암점 지질도폭(2010)에서는 미시령 부근에서 첨멸하는 것으로 해석하였다. 또한 역단층성 전단운동 이후에 정단층 운동을 한 흔적이 덮여 있다. 인제 단층은 경기 육괴가 남향 운동을 하는 과정 중에 형성된 역단층으로 해석된다.

### 단목령 단층
단목령 단층은 양양군 서면 오색리와 인제군 기린면 진동리 사이의 단목령을 북북동-남남서 방향으로 통과하는 좌수향의 주향 이동 단층이다.

### 미시령 단층
미시령 단층은 인제군 북면 용대리에서 미시령을 지나 속초시까지 19 km 연장되는 동-서 방향 좌수향 주향 이동 단층이며, 10여 개의 분절 단층으로 구성된다. 경기변성암복합체 흑운모 화강암, 석영장석반암, 작은감투봉층을 절단하며 그 변위량은 50 m에서 1 km에 이른다. 단층 운동은 8400만 년 전 이후 2회 일어난 것으로 해석되며, 그 시기는 K-T 경계인 65 Ma 및 5 Ma 정도로 추정된다.

### 저향령 단층
저항령 단층은 미시령 남쪽, 속초시 물치항에서 신흥사 인근을 지나 저항령까지 약 18 km 연장된다. 이 단층을 따라 편마암 포획체와 산성암맥 및 현무암이 출현한다.

### 필례 단층
필례 단층은 금왕 단층으로부터 분기되어 기린면 북리에서 북면 한계리까지 이어지는 남-북 방향 단층으로서 고각 경사하는 좌수향 주향 이동 단층으로 산출된다. 설악산 지질도폭에서 처음 정의된 이 단층은 가리봉 화강암 내부로 이어지다가 한계령 단층에서 종료된다. 필례마을 북측 계곡에 노출된 단층대는 남-북 주향에 서쪽으로 80°경사하며 단층대를 경계로 서측의 가리봉 화강암과 동측의 화강섬록암이 서로 접한다. 이곳의 단층대는 10 cm 폭의 단층비지대와 70 cm 폭의 단층각력암대로 구성된다. 화강섬록암과 단층 사이에는 수 미터 폭의 중성암맥이 관입해 있다. 단층대의 전체 폭은 단층손상대를 포함하여 20 m 이다.

### 한계령단층
한계령 단층은 인제군 북면 한계리에서 장수대와 한계령을 거쳐 양양군 서면 가라피리까지 이어지는 서북서-동남동 주향의 좌수향 주향 이동 단층이다. 단층을 따라 차별 침식이 일어나 뚜렷한 선상구조(lineament)를 형성한다. 변위량은 한계령 서부의 인제 화강암과 설악산 화강암 기준 1.3 km, 한계령 동부의 오색 화강암과 설악산 화강암 기준 2.6 km 이다. 

### 흑선동 스러스트 단층
흑선동 스러스트 단층은 백담 분지 북측의 경계를 따라 기반암인 선캄브리아기 편마암과 중생대 가리봉 화강암이 백악기 백담층군 위로 충상된 충상단층이며, 동-서 주향이고, 지질도 상으로 가야동 단층에 의해 350 m 절단되어 있다. 이 단층은 직접 관련된 노두는 없지만 기반암의 분포와 퇴적암의 방향성 변화로부터 추정된 가상 단층이다.

## 같이 보기
- 경기 지괴/경기 육괴
- 설악산